# 릭 린디
릭 린디(Rick Lindy, 1967년 6월 30일 ~ )는 일리노이 주 시카고 출신의 배우이자 컨트리 / 로커빌리 뮤지션이다. 그는 Memphis의 Big Guitars와 함께 공연했으며 자신의 밴드인 Rick Lindy와 Wild Ones를 이끌었다. 초기 밴드인 Cyclones는 1992년 10월 2일 공연을 위해 Hayden Thompson을 지원했다. Lindy의 첫 번째 솔로 싱글 "Working Man Blues"(1990)는 John Capps가 프로듀싱했으며 드럼에 DJ Fontana가 출연했다.
Rick Lindy가 음악 분야에서 어떤 장르에서 활동하는지, 앨범이나 곡에 대한 기여가 있는지, 그의 공식 웹사이트나 소셜 미디어 계정 등에서 더 자세한 정보를 얻을 수 있을 것이다. Rick Lindy에 대한 상세한 정보를 찾으시려면, 그의 공식 웹사이트, 음반 출판사, 음악 관련 포럼 등을 참고하시면 도움이 될 수 있다.
Rick Lindy의 노래를 찾으려면 온라인 음악 스트리밍 플랫폼(예: Spotify, Apple Music, YouTube Music)에서 그의 이름을 검색하고 앨범, 싱글, 혹은 공연 녹음 등을 찾아들으실 수 있다. 거기에서 그의 노래를 들을 수 있는 링크나 샘플을 찾을 수 있을 것이다.

## 연기
무대 배우로서 Lindy는 1776, The Music Man, The Sound of Music, A View from the Bridge, How to Succeed in Business Without Really Trying, South Pacific, Annie Get Your Gun and Bye 등 여러 연극과 뮤지컬에 출연했다. 안녕 버디 .

## 세렌디피티 싱어즈
1990년부터 1992년까지 Lindy는 The Serendipity Singers 포크 그룹의 멤버로 투어를 했다.

## 릭 린디와 잃어버린 임금
Lindy는 1991년에 Rick Lindy와 The Lost Wages 밴드를 결성했다. 라인업에는 보컬 및 리듬 기타의 Lindy, 리드 기타의 Craig Reedus, 베이스의 Jim Zielinski, 드럼의 Ron Fitzgerald가 포함되었다.

## 릭 린디와 사이클론
Lindy는 1992년에 Rick Lindy와 The Cyclones라는 밴드를 결성했다. 라인업에는 보컬과 리듬 기타의 Lindy, 리드 기타의 Steve Dvorak, 드럼의 Butch Nelson, 업라이트 베이스의 Todd Menke가 포함되었다.

## 멤피스의 빅 기타
Lindy는 1995년 Memphis에서 Big Guitars를 결성하는 끊임없이 변화하는 뮤지션 캐스트에 합류하여 2000년까지 그들과 함께 공연했다. 그 시점의 라인업은 보컬과 리듬 기타의 Lindy, 리드 기타의 John Ivan, 키보드와 베이스의 Buddha Slim, 드럼의 Butch Nelson이었다. 이 라인업의 데뷔 TV 출연은 1996년 5월 The Georgia Satellites 및 Herman's Hermits 와 함께한 덴마크 TV 쇼 "Apollo"였다.
밴드는 오스트리아, 덴마크, 노르웨이, 독일, 스웨덴, 스코틀랜드 및 영국을 포함한 전 세계를 순회했다. 밴드는 Robert Gordon, Charlie McCoy, Hank Thompson, Wanda Jackson, Carlene Carter 및 The Derailers 와 같은 아티스트와 무대를 공유했다.
Lindy가 밴드와 함께하는 동안 여러 명의 베이스 연주자와 드러머가 있었다. John Ivan은 밴드의 유일한 고정 멤버이다.

## 릭 린디와 와일드 원스
Rick Lindy와 The Wild Ones는 2000년에 결성되었으며 한때 "Dave Edmunds gos country"로 묘사되었다.  밴드는 노르웨이, 덴마크, 독일, 스웨덴 및 페로 제도에서 공연을 했다.  Wild Ones는 "Wild Side of Town"과 "American Dream"이라는 두 장의 CD를 발표했다. 둘 다 노르웨이 레이블 Flipside Records에 있다.   현재 라인업에는 보컬과 기타의 Lindy, James Lynch(기타), Jason Minor(기타), Jim Matheson(기타), Ben Mason(베이스), Tracy Shepard(드럼)가 포함된다.  이전 멤버로는 Jim Nelson(베이스), Todd Menke(기타), Andy Trippi(드럼), Nate Adams(스탠드업 베이스) Ray Kainz(기타), Malcolm Didier(베이스), Mike Hosman(드럼), Joe Smith(드럼)가 있다. ), Dave Elliot(기타), Eric T. Stoliker(베이스), Gary Bloom(키보드).

## 부분 음반
멤피스의 빅 기타
- 8 볼 (1996)
- 계획 9 (1997)
- 멤피스 최고의 빅 기타 (1998)
- 텐 모스트 원티드 (2000)

릭 린디와 와일드 원스
- 와일드 사이드 오브 타운 (플립사이드, 2001)
- 아메리칸 드림 (플립사이드, 2002)
- Rockin' the Jukebox (1권) (Chevere/Roxy, 2016)
- Rockin' the Jukebox (2권) (Chevere/Roxy, 2017)
- 노래할 만한 것 (Chevere/Roxy, 2018)

릭 린디 (솔로)
- "Working Man Blues" / "Tantalize My Heart"(45 싱글, 1990)
- 점프 스윙 (Chevere/Roxy, 2018)
- 릭 린디가 노래하는 로이 오비슨 (Chevere/Roxy, 2019)
- Rick Lindy가 Johnny Cash에게 경의를 표합니다 (Chevere/Roxy, 2020)
- 비틀즈에게 경의를 표하는 릭 린디 (Chevere/Roxy, 2020)
- 하와이 콘서트에서 엘비스 프레슬리의 알로하에게 경의를 표하는 릭 린디 (Chevere/Roxy, 2020)
- Rick Lindy가 부른 Buddy Holly (Chevere/Roxy, 2020)
- Rick Lindy의 Rockin' Swingin' 크리스마스 (Chevere/Roxy, 2020)